# Lobelia aquaemontis
Lobelia aquaemontis är en klockväxtart som beskrevs av Franz Elfried Wimmer. Lobelia aquaemontis ingår i släktet lobelior, och familjen klockväxter. Inga underarter finns listade i Catalogue of Life.